# Retrograad (geologie)
Met retrograad en retrograde metamorfose wordt in de geologie aangegeven dat een mineraal of heel gesteente ontstaan is door in lagere druk en temperatuur omstandigheden te komen. Door de verandering van omstandigheden kunnen mineralen instabiel raken, waarna metamorfose plaats kan vinden. De oude mineralen reageren daarbij naar nieuwe, retrograde mineralen. 
Vaak kan zo'n reactie alleen/gemakkelijker plaatsvinden als water in gebonden of ongebonden toestand aanwezig is in het gesteente, bijvoorbeeld langs een breuk waarlangs het water binnen kan dringen.